# دیوید والا
دیوید والا (انگلیسی: David Vála؛ زادهٔ ۱۷ آوریل ۱۹۷۸) کشتی‌گیر اهل جمهوری چک است.